# 独孤淳朋
独孤 淳朋（どっこ じゅんぽう、開慶元年（1259年） - 至元2年（1336年））は、元代に活動した臨済宗松源派の禅僧である。松源下5世。霊隠淳朋とも。
開慶元年（1259年）生まれ。生地に不詳。虎巌浄伏の法嗣で、延祐元年（1314年）霊隠寺51世の住持を務め、その2年後にはその座を離れたことが知られている。また、同じく松源派の東州寿永により万寿寺への入寺を妨害されたが、名誉欲に乏しかった独孤淳朋は意に介さなかったと伝わる。至元2年（1336年）示寂。